# Queensrÿche
Queensrÿche – amerykańska grupa muzyczna wykonująca metal progresywny, założona w 1981 roku w Seattle w stanie Waszyngton. Grupa nieprzerwanie do 1997 roku występowała w oryginalnym składzie, kiedy to z zespołu odszedł gitarzysta Chris DeGarmo (ten powrócił ponownie w 2001 oraz zrezygnował z udziału w grupie w 2003 roku).
W 2012 roku z zespołu został usunięty wokalista Geoff Tate, którego zastąpił Todd La Torre. W efekcie powstały dwa zespoły pod tą samą nazwą.
24 stycznia 2013 roku do sprzedaży trafił pierwszy album Queensrÿche z La Torre w roli wokalisty pt. Queensrÿche. Natomiast 23 kwietnia ukazał się album przewodzonej przez Tate’a inkarnacji Queensrÿche zatytułowany Frequency Unknown.
W 2014 roku Eddie Jackson, Scott Rockenfield oraz Michael Wilton odkupili część praw do nazwy Queensrÿche należących do Tate’a. Wokalista zobowiązał się do zmiany nazwy zespołu na Operation: Mindcrime. Ponadto na mocy porozumienia Tate uzyskał wyłączne prawa do wykonywania albumów Operation: Mindcrime i Operation: Mindcrime II w całości podczas koncertów.

## Muzycy
Obecny skład zespołu
- Michael Wilton – gitara elektryczna, gitara akustyczna, wokal wspierający (od 1981)
- Eddie Jackson – gitara basowa, wokal wspierający (od 1981)
- Casey Grillo – perkusja (od 2018)
- Mike Stone – gitara elektryczna, gitara akustyczna, wokal wspierający (od 2021)
- Todd La Torre – wokal prowadzący (od 2012)

Byli członkowie zespołu
- Chris DeGarmo – gitara elektryczna, gitara akustyczna, wokal wspierający (1981–1997, 2003)
- Mike Stone – gitara elektryczna, gitara akustyczna, wokal wspierający (2002–2009)
- Geoff Tate – wokal prowadzący, instrumenty klawiszowe, saksofon (1982-2012)
- Kelly Gray – gitara elektryczna, wokal wspierający (1998–2002, od 2012)
- Scott Rockenfield – perkusja, instrumenty klawiszowe (1981–2018)
- Parker Lundgren – gitara elektryczna, gitara akustyczna, wokal wspierający (2009–2021)

## Dyskografia
Albumy studyjne
| The Warning                             | - Data: 7 września 1984 - Wydawca: EMI               | 61  | 100 | –   | –  | –   | 42 |                   | - USA: złota płyta                               |
| Rage for Order                          | - Data: 20 czerwca 1986 - Wydawca: EMI               | 47  | 66  | –   | –  | 31  | 47 |                   | - USA: złota płyta                               |
| Operation: Mindcrime                    | - Data: 3 maja 1988 - Wydawca: EMI                   | 50  | 58  | 196 | 21 | 29  | 25 |                   | - USA: platynowa płyta                           |
| Empire                                  | - Data: 20 sierpnia 1990 - Wydawca: EMI              | 7   | 13  | –   | 22 | 56  | 26 | - USA: 3,3 mln+   | - USA: 3x platynowa płyta - CAN: platynowa płyta |
| Promised Land                           | - Data: 18 października 1994 - Wydawca: EMI          | 3   | 13  | –   | 14 | 16  | 6  | - USA: 741 tys.+  | - USA: platynowa płyta - CAN: złota płyta        |
| Hear in the Now Frontier                | - Data: 25 marca 1997 - Wydawca: EMI                 | 19  | 46  | –   | –  | 25  | 13 | - USA: 312 tys.+  |                                                  |
| Q2K                                     | - Data: 14 września 1999 - Wydawca: Atlantic         | 46  | –   | –   | –  | 67  | 60 | - USA: 156 tys.+  |                                                  |
| Tribe                                   | - Data: 22 lipca 2003 - Wydawca: Sanctuary           | 56  | 193 | –   | –  | 79  | –  | - USA: 20,0 tys.+ |                                                  |
| Operation: Mindcrime II                 | - Data: 14 marca 2006 - Wydawca: Rhino               | 14  | 107 | 27  | 59 | 35  | 18 | - USA: 44,0 tys.+ |                                                  |
| Take Cover                              | - Data: 13 listopada 2007 - Wydawca: Rhino           | 173 | –   | –   | –  | –   | –  |                   |                                                  |
| American Soldier                        | - Data: 31 marca 2009 - Wydawca: Rhino               | 25  | 149 | 39  | 71 | 100 | –  | - USA: 21,0 tys.+ |                                                  |
| Dedicated To Chaos                      | - Data: 28 czerwca 2011 - Wydawca: Roadrunner        | 70  | –   | 167 | 71 | –   | –  | - USA: 8,0 tys.+  |                                                  |
| Queensrÿche                             | - Data: 25 czerwca 2013 - Wydawca: Century Media     | 23  | 154 | 163 | 44 | –   | 46 | - USA: 13,5 tys.+ |                                                  |
| Condition Hüman                         | - Data: 2 października 2015 - Wydawca: Century Media | 27  | 77  | 187 | 54 | 51  | –  | - USA: 14,0 tys.+ |                                                  |
| The Verdict                             | - Data: 1 marca 2019 - Wydawca: Century Media        | 110 | -   | 92  | 9  | 107 | –  |                   |                                                  |
| Digital Noise Alliance                  | - Data: 7 października 2022 - Wydawca: Century Media | -   | -   | -   | -  | 33  | –  |                   |                                                  |
| „–” oznacza, że album nie był notowany. |                                                      |     |     |     |    |     |    |                   |                                                  |

Minialbumy
| Tytuł       | Dane dot. albumu                             | Pozycja na liście | Certyfikat         |
| Tytuł       | Dane dot. albumu                             | USA               | Certyfikat         |
| ----------- | -------------------------------------------- | ----------------- | ------------------ |
| Queensryche | - Data: wrzesień 1983 - Wydawca: 206 Records | 81                | - USA: złota płyta |

Albumy koncertowe
| Operation: Livecrime                    | - Data: 28 października 1991 - Wydawca: EMI   | 38  | –   | - USA: złota płyta |
| Live Evolution                          | - Data: 25 września 2001 - Wydawca: Sanctuary | 143 | –   |                    |
| The Art of Live                         | - Data: 8 czerwca 2004 - Wydawca: Sanctuary   | –   | –   |                    |
| Mindcrime at the Moore                  | - Data: 11 czerwca 2007 - Wydawca: Rhino      | –   | 292 |                    |
| „–” oznacza, że album nie był notowany. |                                               |     |     |                    |

Kompilacje
| Greatest Hits                              | - Data: 27 czerwca 2000 - Wydawca: EMI   | 149 | - USA: 82,7 tys.+ |
| Classic Masters                            | - Data: 19 listopada 2002 - Wydawca: EMI | –   |                   |
| Sign of the Times: The Best of Queensrÿche | - Data: 28 sierpnia 2007 - Wydawca: EMI  | –   |                   |
| „–” oznacza, że album nie był notowany.    |                                          |     |                   |

Albumy wideo
| Live in Tokyo                           | - Data: 1985 - Wydawca: Sony                     | –  | –  | –  |                           |
| Video: Mindcrime                        | - Data: 1989 - Wydawca: EMI                      | –  | –  | –  | - USA: platynowa płyta    |
| Operation LIVEcrime                     | - Data: 1991 - Wydawca: EMI                      | –  | –  | –  | - USA: 2x platynowa płyta |
| Building Empires                        | - Data: 20 października 1992 - Wydawca: EMI      | –  | –  | –  | - USA: złota płyta        |
| Live Evolution                          | - Data: 9 października 2001 - Wydawca: Sanctuary | –  | –  | –  |                           |
| The Art of Live                         | - Data: 20 kwietnia 2004 - Wydawca: Sanctuary    | –  | –  | –  |                           |
| Mindcrime at the Moore                  | - Data: 3 lipca 2007 - Wydawca: Rhino            | 61 | 10 | 12 |                           |
| „–” oznacza, że album nie był notowany. |                                                  |    |    |    |                           |

Inne
| Tytuł             | Dane dot. albumu                             | Pozycja na liście | Sprzedaż         |
| Tytuł             | Dane dot. albumu                             | USA               | Sprzedaż         |
| ----------------- | -------------------------------------------- | ----------------- | ---------------- |
| Frequency Unknown | - Data: 23 kwietnia 2013 - Wydawca: Deadline | 82                | - USA: 5,5 tys.+ |

## Nagrody i wyróżnienia
| Rok  | Kategoria                                          | Tytułem                   | Nagroda                | Nota      |
| ---- | -------------------------------------------------- | ------------------------- | ---------------------- | --------- |
| 1990 | Best Metal Performance                             | „I Don’t Believe in Love” | Nagroda Grammy         | Nominacja |
| 1991 | Video of the Year                                  | „Silent Lucidity”         | MTV Video Music Awards | Nominacja |
| 1991 | Best Group Video                                   | „Silent Lucidity”         | MTV Video Music Awards | Nominacja |
| 1991 | Best Metal/Hard Rock Video                         | „Silent Lucidity”         | MTV Video Music Awards | Nominacja |
| 1991 | Best Direction in a Video                          | „Silent Lucidity”         | MTV Video Music Awards | Laur      |
| 1991 | Viewers’ Choice Award                              | „Silent Lucidity”         | MTV Video Music Awards | Laur      |
| 1992 | Best Rock Performance by a Duo or Group with Vocal | „Silent Lucidity”         | Nagroda Grammy         | Nominacja |
| 1992 | Best Rock Song                                     | „Silent Lucidity”         | Nagroda Grammy         | Nominacja |